# احمد خان سمنگانی
احمد خان سمنگانی (زاده ۱۳۴۰ درگذشت ۱۳۹۱ ولسوالی آیبک ولایت سمنگان) سیاستمدار افغانستان و نماینده مردم ولایت سمنگان در دوره‌های پانزدهم و شانزدهم مجلس نمایندگان بود.

## زندگی‌نامه
احمد خان سمنگانی زاده ۱۳۴۰ از ولسوالی آیبک ولایت سمنگان می‌باشد. ایشان تحصیلات دینی خود را در سال ۱۳۵۳ تکمیل نمود و یکی از فرماندگان حزب جمعیت اسلامی در ولایت سمنگان بود.

## ترور
وی در ۲۴ سرطان ۱۳۹۱ به همراه رئیس امنیت ملی ولایت سمنگان و فرمانده پولیس زون غرب و ۲۰ تن دیگر در حمله تروریستی کشته شدند.

## دیگر فعالیت‌ها
دیگر فعالیت‌های ایشان:
- فرماندگان جهادی.
- نماینده دوره پانزدهم و شانزدهم مجلس نمایندگان.